# Bruno Henrique (football, 1989)
Pour les articles homonymes, voir Bruno Henrique et Henrique.
Bruno Henrique Corsini (né le 21 octobre 1989 à Apucarana) est un joueur de football brésilien ayant été naturalisé italien. Il joue actuellement au SC Internacional.

## Biographie
Bruno Henrique joue 97 matchs en Serie A brésilienne avec les clubs de Portuguesa et des Corinthians. Il joue également sept matchs en Copa Libertadores avec les Corinthians.
En août 2016, il s'engage avec le club italien de Palerme. Le montant du transfert s'élève à 3,3 millions d'euros, avec 750 000 euros de bonus.

## Palmarès
- Champion du Brésil en 2015 avec les Corinthians